# Aloys Jousten
Aloys Jousten (Sankt Vith, 2 november 1937 – Keulen, 20 september 2021) was een Belgische Duitstalige rooms-katholieke priester van het bisdom Luik. Hij was de 91e bisschop van Luik, van 2001 tot 2013.

## Biografie

### Vorming en dienst
Aloys Jousten werd geboren als kind uit een landbouwersgezin. Hij volgde het lager onderwijs en aansluitend de middelbare studies, eerst in Amel en vervolgens in Sankt Vith. Als adolescent trad hij -anno 1956- in bij het seminarie van Sint-Truiden en later in Luik, waar hij filosofie en theologie studeerde.
Op 8 juli 1962, op 24-jarige leeftijd, vond de priesterwijding plaats, waarbij Mgr Guillaume Marie van Zuylen de dienst leidde. Daarna zette Aloys Jousten zijn theologische studie verder aan de Katholieke Universiteit van Leuven waar hij in 1966 het doctoraat behaalde.
Zijn studietijd werd gevolgd door een onderwijzende functie : reeds van 1964, tot 1975, doceerde hij moraaltheologie aan het grootseminarie en aan het Hoger Instituut voor Pastoraal en Catechese (I.S.C.P.) in Luik. Nadien nam hij de leiding in het bisschoppelijk lyceum Heidberg-Institut te Eupen.
Inmiddels was Jousten, vanaf 1970 tot 1985 ook actief als kapelaan in de gemeente van zijn jeugd : Amel. Deze positie werd gevolgd door zijn benoeming als deken in Sankt Vith.
Spoedig na het aantreden van Albert Houssiau als 90e bisschop van Luik, in 1986, stelde die zijn medewerker, Aloys Jousten, aan als zijn plaatsvervanger voor de Duitstalige regio, waardoor deze laatste gelijktijdig lid werd van de Bisschoppelijke Raad. In 1990 zette men Jousten bovendien in, als pastoor in Eupen, in de Sint-Niklaasparochie, en tevens als deken.

### Bisschop te Luik
Paus Johannes Paulus II benoemde Aloys Jousten op 9 mei 2001 als bisschop van Luik, ter opvolging van Albert Houssiau die het bisdom leidde sedert 1986. Jousten werd enkele weken later, op 3 juni, gewijd door kardinaal Danneels, aartsbisschop van Mechelen-Brussel.
Kenmerkend voor Jousten's episcopaat waren zijn sociaal engagement en zijn maatschappelijke standpunten, waarbij hij:
- zich verzette tegen de uitwijzing van inwijkelingen zonder geldige verblijfsdocumenten;
- zijn steun uitsprak voor de afgedankte werknemers van de staalproducent ArcelorMittal.

Hij veroordeelde eveneens het homofoob geweld in de samenleving en de bloedige aanslag in Luik op 13 december 2011.
Op 2 november 2012, zijn 75e verjaardag, vroeg Aloys Jousten aan paus Benedictus XVI, zijn opruststelling zoals bepaald in het Canoniek recht. Aan zijn verzoek werd door paus Franciscus I op 31 mei 2013 een gunstig gevolg gegeven.
Jousten overleed op 83-jarige leeftijd.